# Jamie Kleinsteuber
Jamie Kleinsteuber (né en 1976 ou 1977) est un homme politique canadien, membre du Nouveau Parti démocratique de l'Alberta (NPDA).
De 2015 à 2019, il est élu à l'Assemblée législative de l'Alberta représentant la circonscription de Calgary-Collines-du-nord.